# Mireia Torres Maczassek
Mireia Torres Maczassek (Barcelona, 1969) és una enòloga catalana, directora de l'Àrea d'Innovació i Coneixement de Família Torres i inclosa, el 2025, en la llista Forbes de les 100 Dones més influents de Catalunya.
Filla de la pintora alemanya Waltraud Maczassek i de Miguel Agustín Torres, és membre de la cinquena generació de la família Torres. Va llicenciar-se en Enginyeria química a l'Institut Químic de Sarrià (Universitat Ramon Llull) i es va diplomar en Enologia i Viticultura a l'Escola Nacional Superior Agronòmica de Montpeller. En acabar els estudis va treballar en el departament d'innovació i desenvolupament (I+D) de l'empresa de resines i floculants Derypol i el 1998 va incorporar-se a l'empresa familiar en el laboratori d'anàlisis, on es va especialitzar en els aromes del vi i en la gestió de projectes d'I+D. Ha dirigit projectes sobre vins de Ribera de Duero, Priorat, Rioja i Rueda i és responsable de la marca Jean Leon, comprada pel seu pare el 1994, amb el compromís de mantenir-ne el llegat. Ha desenvolupat nous productes, entre els quals el vi «desalcoholitzat» Natureo i l'escumós de gamma alta Esplendor de Vardon Kennett, alhora que ha recuperat antigues varietats de raïm que es van abandonar amb la filoxera.
Mireia Torres presideix la Plataforma Tecnológica del Vino, que aprofita les noves tecnologies per a la millora de la viticultura en aspectes com ara la predicció de collites, digitalització del seguiment de les vinyes, recerca d'alternatives a l'ús de coure i sofre en viticultura, reducció del contingut d'alcohol, recerca per conèixer millor la demanada internacional o etiquetatge intel·ligent.